# Cirurgia fetal
O termo cirurgia fetal cobre uma ampla área de técnicas cirúrgicas utilizadas no tratamento de defeitos congênitos quando o feto ainda está no útero grávido. A cirurgia fetal no Brasil é realizada por ginecologistas e obstetras especializados em medicina fetal, que é uma área de atuação reconhecida pelo Conselho Federal de Medicina (CFM). 
Existem basicamente duas técnicas de cirurgia fetal. A cirurgia à céu aberto e a cirurgia fetal endoscópica, também conhecida como fetoscopia.

## Surgimento da cirurgia fetal
Nos Estados Unidos, na década de 90, a cirurgia fetal foi desenvolvida por cirurgiões pediátricos que operavam diretamente o feto, ainda dentro do utero materno. Esta nova área de atuação médica se tornou uma das mais verdadeiramente multidisciplinares, pois o acesso seguro ao feto per se depende não só do obstetra, mas também do ultra-sonografista. O obstetra auxilia na abertura do útero materno, e fica responsável por todo acompanhamento da gestante após a cirurgia. O ultra-sonografista entra no campo cirúrgico para orientar o local onde o útero deve ser aberto para evitar a placenta. Este tipo de abordagem foi denominada cirurgia à céu aberto (em inglês: open fetal surgery; lit. "cirurgia aberta fetal"). 
No entanto, muitos serviços de medicina fetal, principalmente na Europa, foram resistentes a adotar esse tipo de abordagem, pela agressividade para a gestante e pelo risco futuro. O corte no útero é uma zona de frágil, que pode romper em gestações futuras. Como uma alternativa menos invasiva, os especialistas em medicina fetal, obstetras especializados em ultra-sonografia e procedimentos fetais invasivos, começaram a utilizar câmeras de videocirurgia para coagular vasos na placenta de gêmeos, e a especialidade se desenvolveu de outra forma, sendo desenvolvida a fetoscopia. A vantagem do especialista em medicina fetal ao realizar cirurgias fetais reside no fato dele reunir duas características importantes, sendo ele o obstetra e também o ultra-sonografista. Isso reduz o tamanho e o custo da equipe cirúrgica.
Inicialmente a fetoscopia só era realizada em meio liquido, mas atualmente estão sendo desenvolvidas técnicas mais avançadas de fetoscopia com gás, que devem ser o futuro da especialidade.

## Cirurgia a céu aberto (open fetal surgery)
Na cirurgia fetal a céu aberto, o útero da mãe é exposto e o feto é operado diretamente, depois que o útero é aberto. Esta forma de cirurgia traz os riscos inerentes à necessidade de um corte para abrir o útero e expor o feto. Estes riscos estão relacionados à má-cicatrização, já que o feto continua crescendo dentro do útero, levando ao risco dele se romper na zona da cicatriz. O útero tem uma distribuição de fibras musculares para permitir o parto normal, sendo possível preservar numa cesárea, mas não na cirurgia fetal (Figura 1). Isto ocorre pelo local onde o útero tem que ser aberto, pela idade gestacional da cirurgia e pelo seu objetivo que e manter o feto crescendo ate o parto. O desenvolvimento desta abordagem foi muito importante para o desenvolvimento da especialidade, mas técnicas menos invasivas estão sendo estudadas, pois o risco de romper o útero se mantém em todas as gestações futuras, colocando em risco de vida tanto à mãe quanto ao feto. O parto cesárea tem que ser sempre realizado por volta de 37 semanas e o parto normal não pode mais ser realizado em nenhuma outra gravidez.

## Cirurgia endoscópica (fetoscopia)
A cirurgia é realizada através de uma técnica minimamente invasiva que dispensa cortes. Apenas pequenas incisões são necessárias para operar o feto, ou a placenta, no caso de gêmeos. 

### Fetoscopia em meio liquido
A fetoscopia convencional é realizada em meio líquido, pois o feto está imerso no líquido amniótico. Atualmente, ela é utilizada para tratamento das seguintes doenças: transfusão feto-fetal; feto acárdico (TRAP); Crescimento intrauterino restrito (RCIU) isolado na monocoriônica, gêmeos monoamnióticos, hérnia diafragmática; obstruções urinárias; vasa prévia tipo II; lise de brida amniótica, etc.

### Fetoscopia com gás
A fetoscopia pode ser realizada também em meio aéreo. Sem abrir a barriga da mãe, e apenas usando o ultra-som para guiar o médico, os furos são realizados para permitir que seja injetado gás carbônico (CO2) dentro do útero materno. Isto permite a introdução de uma pequena câmera e os instrumentos necessários para operar o feto. A cirurgia denominada fetoscopia com insuflação parcial de CO2, se inspira na laparoscopia convencional, ou ainda videocirurgia. A cirurgia com gás carbônico é mais recente e tem sido utilizada principalmente para o tratamento da mielomeningocele. Neste caso, a Alemanha foi pioneira nesta utilização, porém no Brasil a técnica foi aprimorada sendo denominada de técnica SAFER.  
Inicialmente havia grande discussão sobre os riscos para o feto com o uso do gás na cavidade uterina, visto que estudos em ovelhas mostravam a ocorrência de acidose, que podia levar à morte e/ou e alterações cerebrais. No entanto, todos os estudos em humanos falharam em demonstrar a ocorrência de acidose ou alterações do sistema nervoso central. Desta forma, seu uso tem sido considerado bastante seguro e esta deve ser a via de abordagem fetal no futuro. 
O uso desta nova abordagem em meio gasoso será provavelmente expandido no futuro, para o tratamento de outras doenças fetais: gastrosquise, pseudo brida amniótica, etc.

### Fetoscopia assistida por laparotomia
Mais recentemente surgiu uma outra forma de abordagem para realizar a fetoscopia com gás, que fica entre a cirurgia a céu aberto e a fetoscopia sem cortes (percutânea). Ela foi denominada de assistida por laparotomia, nela o abdome da gestante e aberto como numa cirurgia a céu aberto, porem ao invés de realizar o corte no útero, apenas furos são realizados para introdução da câmera e dos instrumentos. Ela não tem vantagens sobre a fetoscopia percutânea, mas é tecnicamente menos complexa, portanto de mais fácil aplicabilidade. O procedimento ainda é considerado agressivo para a mãe, mas os riscos sao menores, quando comparada a técnica a céu aberto e não ha legado para gestações futuras.

### Cirurgia a céu abertoversuscirurgia por fetoscopia
Com o desenvolvimento técnico recente, a cirurgia fetoscópica vem ganhando forca no tratamento de maioria das doenças fetais, e em breve pode cair em desuso pelos riscos maternos associados. 

### Fetoscopia "sem cortes" percutânea

#### Correção endoscópica da mielomeningocele (técnica SAFER)
A mielomeningocele é um tipo de espinha bífida, sendo considerada uma mal-formação congênita que consiste na falha no fechamento da coluna, deixando a medula e seus nervos expostos. Esta falha de fechamento leva também à perda do líquido que circula no cérebro, denominado líquido cefaloraquidiano ou líquor. O objetivo da cirurgia é proteger os nervos que se originam da área que ficou sem proteção, além de deter o vazamento do liquor.
Trata-se de uma técnica de cirurgia fetal que foi desenvolvida por pesquisadores brasileiros para tornar mais segura a correção da mielomeningocele antes do nascimento, quando é necessário operar o feto ainda dentro do útero. A técnica foi denominada SAFER (em inglês: Skin-over biocellulose for Antenatal Fetoscopic Repair; romaniz.: lit. "Biocelulose sobre pele para reparo fetal pré-natal"), um acrônimo do seu nome em inglês ("Skin-over biocellulose for Antenatal Fetoscopic Repair").

### Riscos da cirurgia fetal
Toda cirurgia fetal, independente da via, traz riscos tanto para mãe quanto para o feto. Portanto, a sua indicação deve ser feita por um time de especialistas capazes de esclarecer sobre os riscos e benefícios, com a gestante sendo quem deve decidir sobre submeter-se ou não ao procedimento antes do nascimento. A cirurgia fetal aumenta o risco do rompimento da bolsa d'água antes do tempo e as chances de prematuridade. A idade gestacional do parto após uma cirurgia fetal para mielomeningocele varia de 32 à 34 semanas.
Os riscos para a mãe são os riscos inerentes a qualquer anestesia e ao parto (sangramento, infecção, descolamento de placenta, etc.).